# Martigny-Combe
Martigny-Combe – miejscowość i gmina (commune) w południowej Szwajcarii, w kantonie Valais, w okręgu (district) Martigny. Leży nad rzeką Trient.

## Demografia
W Martigny-Combe mieszka 2 305 osób. W 2021 roku 12,1% populacji gminy stanowiły osoby urodzone poza Szwajcarią. 

## Transport
Przez teren gminy przebiegają autostrada A21 oraz drogi główne nr 21 i nr 203.  